# Tamás Rubus
Tamás Rubus (Békéscsaba, 13 luglio 1989) è un calciatore ungherese, difensore del Kisvárda.

## Palmarès

### Club

#### Competizioni nazionali
- Nemzeti Bajnokság II: 1

Nyíregyháza: 2013-2014